# Warndon
Warndon – dzielnica miasta Worcester i civil parish w Anglii, w Worcestershire, w dystrykcie Worcester. W 2011 roku civil parish liczyła 10 897 mieszkańców. Warndon jest wspomniana w Domesday Book (1086) jako Wermedun.